# Landgericht Waldmichelbach
Das Landgericht Waldmichelbach (später auch: Landgericht Wald-Michelbach) war ein Landgericht im Großherzogtum Hessen mit Sitz in Darmstadt und bestand von 1853 bis 1879.

## Gründung
Bei Einrichtung der Landgerichte im Großherzogtum 1821 entsprachen deren Bezirke immer einem Landratsbezirk oder dem Teil eines Landratsbezirks. Durch mehrere Verwaltungsreformen, 1832, 1848 und zuletzt 1852 sowie die Abschaffung der standesherrlichen Privilegien in der Revolution von 1848 hatten sich nicht nur die Bezeichnungen der Verwaltungsbezirke, sondern auch deren Grenzen geändert. Um das wieder anzugleichen, revidierte das Großherzogtum 1853 in den Provinzen Starkenburg und Oberhessen umfassend die Zuständigkeitsbereiche der Gerichte, wobei auch Gerichte aufgelöst und andere neu gebildet wurden. Eine der Neugründungen war das Landgericht Wald-Michelbach zum 1. Juni 1853.

## Bezirk
Der Gerichtsbezirk setzte sich zusammen aus:
| Gemeinde             | Herkunft               | Zugang | Abgang | Nach                        |
| -------------------- | ---------------------- | ------ | ------ | --------------------------- |
| Affolterbach         | Landgericht Fürth      | 1853   | 1879   | Amtsgericht Wald-Michelbach |
| Aschbach             | Landgericht Fürth      | 1853   | 1879   | Amtsgericht Wald-Michelbach |
| Buchklingen          | Landgericht Fürth      | 1853   | 1879   | Amtsgericht Wald-Michelbach |
| Dürr-Ellenbach       | Landgericht Fürth      | 1853   | 1879   | Amtsgericht Wald-Michelbach |
| Flockenbach          | Landgericht Fürth      | 1853   | 1879   | Amtsgericht Wald-Michelbach |
| Gadern               | Landgericht Fürth      | 1853   | 1879   | Amtsgericht Wald-Michelbach |
| Gorxheim             | Landgericht Fürth      | 1853   | 1879   | Amtsgericht Wald-Michelbach |
| Gras-Ellenbach       | Landgericht Fürth      | 1853   | 1879   | Amtsgericht Wald-Michelbach |
| Hartenrod            | Landgericht Fürth      | 1853   | 1879   | Amtsgericht Wald-Michelbach |
| Kocherbach           | Landgericht Fürth      | 1853   | 1879   | Amtsgericht Wald-Michelbach |
| Korsica              | Landgericht Hirschhorn | 1853   | 1879   | Amtsgericht Wald-Michelbach |
| Kreidach             | Landgericht Fürth      | 1853   | 1879   | Amtsgericht Wald-Michelbach |
| Kunzenbach           | Landgericht Fürth      | 1853   | 1879   | Amtsgericht Wald-Michelbach |
| Löhrbach             | Landgericht Fürth      | 1853   | 1879   | Amtsgericht Wald-Michelbach |
| Ludwigsdorf          | Landgericht Hirschhorn | 1853   | 1879   | Amtsgericht Wald-Michelbach |
| Mackenheim           | Landgericht Fürth      | 1853   | 1879   | Amtsgericht Wald-Michelbach |
| Ober-Abtsteinach     | Landgericht Fürth      | 1853   | 1879   | Amtsgericht Wald-Michelbach |
| Ober-Mengelbach      | Landgericht Fürth      | 1853   | 1879   | Amtsgericht Wald-Michelbach |
| Ober-Mumbach         | Landgericht Fürth      | 1853   | 1879   | Amtsgericht Wald-Michelbach |
| Ober-Scharbach       | Landgericht Fürth      | 1853   | 1879   | Amtsgericht Wald-Michelbach |
| Ober-Schönmattenwag  | Landgericht Fürth      | 1853   | 1879   | Amtsgericht Wald-Michelbach |
| Raubach              | Landgericht Beerfelden | 1853   | 1853   | Landgericht Beerfelden      |
| Schönbrunn           | Landgericht Hirschhorn | 1853   | 1879   | Amtsgericht Wald-Michelbach |
| Siedelsbrunn         | Landgericht Fürth      | 1853   | 1879   | Amtsgericht Wald-Michelbach |
| Trösel               | Landgericht Fürth      | 1853   | 1879   | Amtsgericht Wald-Michelbach |
| Unter-Abtsteinach    | Landgericht Fürth      | 1853   | 1879   | Amtsgericht Wald-Michelbach |
| Unter-Scharbach      | Landgericht Fürth      | 1853   | 1879   | Amtsgericht Wald-Michelbach |
| Unter-Schönmattenwag | Landgericht Hirschhorn | 1853   | 1879   | Amtsgericht Wald-Michelbach |
| Vöckelsbach          | Landgericht Fürth      | 1853   | 1879   | Amtsgericht Wald-Michelbach |
| Wahlen               | Landgericht Fürth      | 1853   | 1879   | Amtsgericht Wald-Michelbach |
| Wald-Michelbach      | Landgericht Fürth      | 1853   | 1879   | Amtsgericht Wald-Michelbach |

Das zunächst ebenfalls dem Landgericht Waldmichelbach zugeteilte Raubach wurde dann doch zum 15. Oktober 1853 beim angestammten Landgericht Beerfelden belassen.

## Ende
Mit dem Gerichtsverfassungsgesetz von 1877 wurden Organisation und Bezeichnungen der Gerichte reichsweit vereinheitlicht. Zum 1. Oktober 1879 hob das Großherzogtum Hessen deshalb die Landgerichte auf. Funktional ersetzt wurden sie durch Amtsgerichte. So ersetzte das Amtsgericht Wald-Michelbach das Landgericht Wald-Michelbach. „Landgerichte“ nannten sich nun die den Amtsgerichten direkt übergeordneten Obergerichte. Das Amtsgericht Wald-Michelbach wurde dem Bezirk des Landgerichts Darmstadt zugeordnet.

## Richter
- 1853–1865 Carl Ludwig August Becker[8]
- 1865–1867 Friedrich Franz Karl Georg Ludwig Bötticher[9]
- 1867–1872 Gustav Karl Langsdorf[10]
- 1872–1879 Emil Christian Königer[11]